# Bilal Coulibaly
Bilal Coulibaly (Saint-Cloud, 26 de julho de 2004) é um jogador francês de basquete que atualmente joga no Washington Wizards na National Basketball Association (NBA).
Ele foi selecionado pelo Indiana Pacers como a 7ª escolha geral no draft da NBA de 2023, mas foi trocado imediatamente para os Wizards.

## Carreira profissional
Coulibaly cresceu em Courbevoie, França, e começou a jogar basquete pelo Courbevoie Sport Basket aos oito anos de idade. Em 2017, ele começou a jogar pelas divisões de base do Levallois Sporting Club Basket. Ele é descendente de malianos.

### Metropolitans 92 (2021–2023)
Coulibaly começou a jogar profissionalmente pelo Metropolitans 92 na LNB Espoirs, a liga francesa sub-21, em 2021. Ele iniciou a temporada de 2022-23 jogando pelo time sub-21 e ele foi promovido ao time principal após ter médias de 21,9 pontos, 2,6 roubos de bola e 1,2 bloqueios na competição da LNB Espoirs. 
Jogando ao lado da estrela Victor Wembanyama, Coulibaly ganhou notoriedade. Os olheiros que iam assistir Wembanyama logo perceberam o talento de Coulibaly. Ele enviou os documentos para entrar no draft da NBA de 2023.

### Washington Wizards (2023–Presente)
O Indiana Pacers selecionou Coulibaly como a sétima escolha geral no draft da NBA de 2023 e trocou seus direitos com o Washington Wizards por duas futuras escolhas de segunda rodada e os direitos de draft de Jarace Walker. Em 2 de julho de 2023, ele assinou um contrato de 4 anos e US$30 milhões com os Wizards. 
Ele fez sua estreia na NBA na abertura da temporada dos Wizards em 25 de outubro, registrando três pontos, quatro rebotes, três assistências e três bloqueios em 23 minutos jogados em uma derrota por 143-120 para o Indiana Pacers. Pouco depois, em 30 de outubro, em um jogo contra o Boston Celtics, Coulibaly se tornou o jogador mais jovem na história da franquia a ser titular com apenas 19 anos e 96 dias. Coulibaly registrou seu primeiro duplo-duplo em um jogo de 8 de dezembro contra o Brooklyn Nets, onde marcou 11 pontos e pegou 10 rebotes.
Em 18 de março de 2024, os Wizards anunciaram que Coulibaly perderia o restante da temporada de 2023-24 devido a uma fratura no pulso direito que ele sofreu em um jogo contra o Chicago Bulls. Em sua temporada de estreia, Coulibaly jogou em 63 partidas (sendo titular em 15) e teve médias de 8,4 pontos, 4,1 rebotes e 1,7 assistências.

## Estatísticas da NBA

### NBA

#### Temporada Regular
| Ano     | Equipe     | PJ | PT | MPJ  | AP   | 3P   | LL   | RT  | AS  | BR  | TO  | PPJ |
| ------- | ---------- | -- | -- | ---- | ---- | ---- | ---- | --- | --- | --- | --- | --- |
| 2023-24 | Washington | 63 | 15 | 27.2 | .435 | .346 | .702 | 4.1 | 1.7 | 0.9 | 0.8 | 8.4 |